# Pristimantis aurantiguttatus
Espèce
Synonymes
- Eleutherodactylus aurantiguttatus Ruíz-Carranza, Lynch & Ardila-Robayo, 1997

Statut de conservation UICN

 EN  : En danger
Pristimantis aurantiguttatus est une espèce d'amphibiens de la famille des Craugastoridae.

## Répartition
Cette espèce est endémique de Colombie. Elle se rencontre entre 1 000 et 1 900 m d'altitude dans la cordillère Occidentale dans le département d'Antioquia et dans la serranía de los Paraguas dans celui de Chocó.

## Description
Les mâles mesurent de 17,1 à 20,3 mm et les femelles de 23,1 à 30,4 mm.

## Publication originale
- Ruíz-Carranza, Lynch & Ardila-Robayo, 1997 : Seis nuevas especies de Eleutherodacrylus Dumeril & Bibron, 1841 (Amphibia : Leptodactylidae) del norte de la Cordillera Occidental de Colombia. Revista de la Academia Colombiana de Ciencias Exactas Fisicas y Naturales, vol. 21, no 79, p. 155-174 (texte intégral).